# Il paradiso maoista
Il paradiso maoista (Gather Yourselves Together) è il primo romanzo di Philip K. Dick, scritto tra il 1948 e il 1950, ma pubblicato postumo soltanto nel 1994. Fa parte dei romanzi non di fantascienza (mainstream) dello scrittore statunitense.

## Trama
Nel 1949, dopo l'evacuazione di tutte le attività commerciali americane dalla Cina, Verne Tildon e Barbara Mahler sono costretti a metter da parte i risentimenti e le frustrazioni di una precedente relazione amorosa a causa del compito loro assegnato: rimanere a guardia di un impianto industriale in attesa dei nuovi padroni comunisti. Il giovane Carl Fitter, senza volerlo, si ritrova invischiato tra le loro tensioni, in un gioco complesso dove i veri protagonisti sono i sentimenti e la loro progressiva disgregazione.

## Edizioni
- Philip K. Dick, Gather Yourselves Together, WCS Books, 1994,  p. 291.
- Philip K. Dick, Il paradiso maoista, traduzione di Giuseppe Castigliola, collana Collezione Dick, Fanucci Editore, 2007,  p. 368. Edizione speciale venticinquesimo anniversario